# Хакерская этика
Этика хакера — совокупность философии и нравственных ценностей, имеющих особое значение в хакерской культуре. Элементами этой концепции являются: свобода, взаимопомощь, независимый и самостоятельно избранный труд и свободный обмен знаниями.
Элементы этики хакера никогда не обсуждались открыто, но принимались негласно. В общем, хакерскую этику можно охарактеризовать как «новый образ жизни с аутентичной философией, этикой и настоящей мечтой»..

## Происхождение термина
Термин впервые был использован журналистом Стивен Леви в его книге «Хакеры: Герои компьютерной революции» в 1984 году. В ней он описал как саму философию, так и ее основателей. По его словам — это задокументированное впечатление о ценностях ранней хакерской сцены в Массачусетском технологическом институте.
Концепция хакерской этики зародилась в Массачусетском технологическом институте (МИТ) в 1950—1960-х годах. Термин «хакер» уже давно использовался там для описания студенческих шалостей, которые регулярно придумывали студенты Массачусетского технологического института, а в более широком смысле он использовался для описания проекта или продукта, созданного для достижения какой-то конструктивной цели, но также и из удовольствия от простого участия.
Сейчас хакерская этика часто ссылается на версию Chaos Computer Club, которая расширяет существующие правила и добавляет еще два.

## История

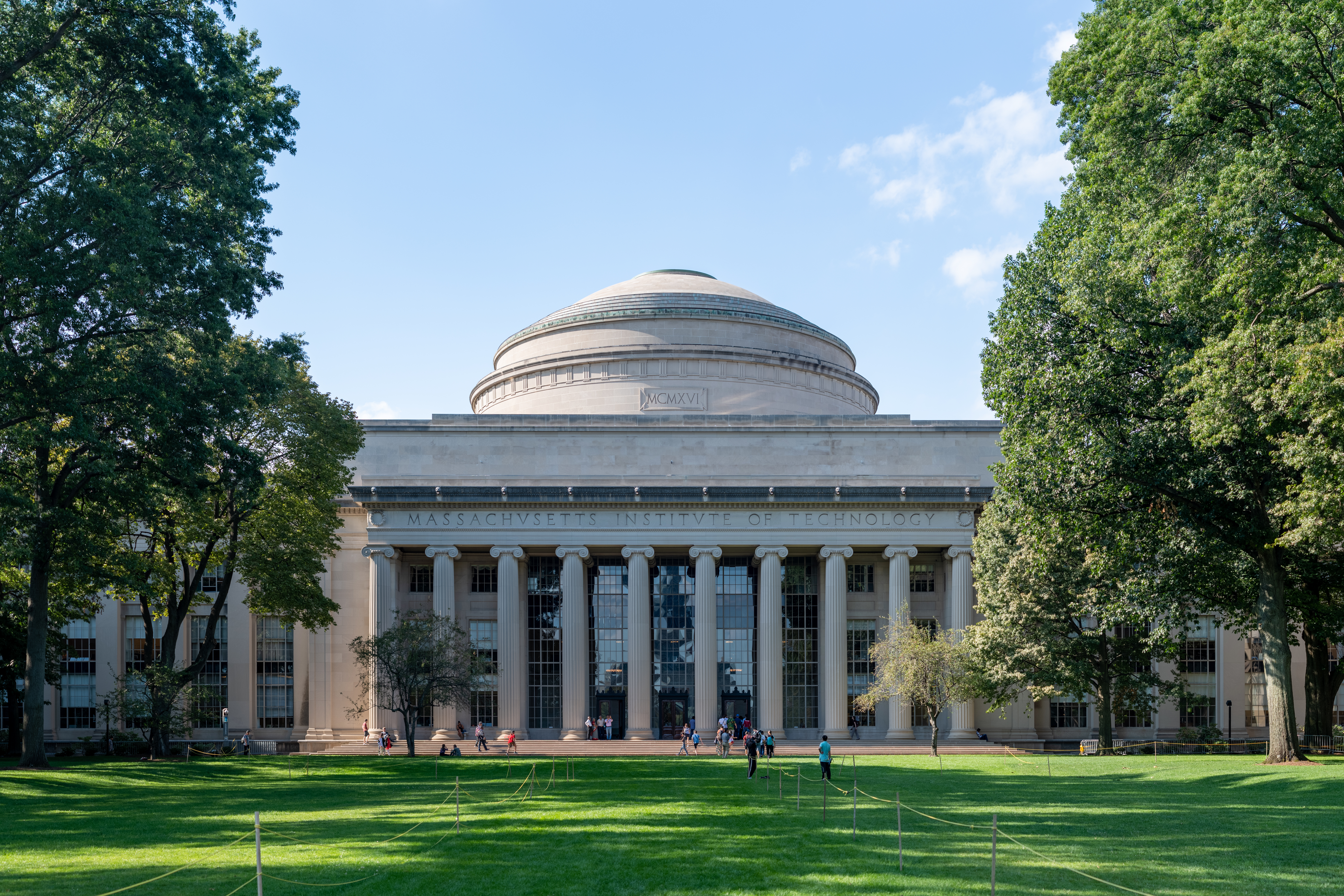
Массачусетский технологический институт, август 2019

В 1959 году в МИТ в комнате электронного бухгалтерского оборудования (EAM) был размещен ранний компьютер IBM 704. Эта комната стала перевалочным пунктом для ранних хакеров, так как студенты Массачусетского технологического института из Клуба моделирования железных дорог пробирались в комнату EAM в нерабочее время, чтобы попытаться запрограммировать 30-тонный компьютер.
Движение за свободное программное обеспечение родилось в начале 1980-х годов из последователей хакерской этики. Его основатель Ричард Столлман назван Стивеном Леви «последним настоящим хакером».
Ричард Столлман описывает:
Хакерская этика связана с чувством добра и зла, с этическими идеями этого сообщества людей — что знаниями следует делиться с другими людьми, которые могут извлечь из них пользу, и что важные ресурсы следует использовать, а не тратить впустую.
и более точно утверждает, что хакерство (которое Столлман охарактеризовал как «игривую сообразительность») и этика — это два разных вопроса:
Если кому-то нравится заниматься хакингом, это еще не значит, что он придерживается этических норм, чтобы правильно обращаться с другими людьми. Некоторые хакеры заботятся об этике — я, например, забочусь, — но это не является частью хакерства, это отдельная черта. […] Хакерство — это, прежде всего, не этический вопрос. Это идея о том, что делает жизнь осмысленной. […] хакерство имеет тенденцию побуждать значительное количество хакеров определенным образом думать об этических вопросах. Мне бы не хотелось полностью отрицать всякую связь между хакерством и взглядами на этику.

## Основные постулаты
Как резюмировал Леви в предисловии к книге «Хакеры», принципы хакерской этики включают:
- Свободный доступ к компьютерам.
- Свободный обмен знаниями.
- Недоверие к власти и содействие децентрализации.
- Хакеров следует оценивать исключительно по их хакерским способностям.
- Возможно создавать искусство и красоту с помощью компьютеров.
- Улучшение мира путём распространения технологий.

Помимо этих принципов, Леви также описал более конкретные этические нормы и убеждения хакеров в главе 2 «Этика хакера»:
1. «Доступ к компьютерам и всему, что может научить вас чему-то о том, как устроен мир, должен быть неограниченным и полным. Всегда уступайте императиву практической работы!».
Леви рассказывает о способности хакеров изучать и развивать уже существующие идеи и системы. Доступ дает хакерам возможность разбирать вещи, чинить или улучшать их, изучать и понимать, как они работают. Это дает знания для создания новых и ещё более интересных вещей. Доступ способствует развитию технологий.
2. «Вся информация должна быть свободной»
В прямой связи с принципом доступа, информация должна быть свободной, чтобы хакеры могли исправлять, улучшать и изобретать системы. Свободный обмен информацией позволяет повысить общую креативность. С точки зрения хакеров, любая система может выиграть от свободного потока информации — понятие, известное в социальных науках как прозрачность. Как отмечает Столлман, «свободный» относится к слову свобода, он не относится к цене.
3. «Недоверие к власти и содействие децентрализации».
Лучший способ содействовать свободному обмену информацией — это открытая система, в которой нет границ между хакером и частью информации или оборудованием, которые необходимы ему в поисках знаний, совершенствования и времени в режиме онлайн. Хакеры считают, что бюрократия, будь то корпоративная, правительственная или университетская, является несовершенной системой.
4. «Хакеров следует оценивать лишь по их хакерским способностям, а не по таким фиктивным критериям, как степень, возраст, раса, пол или должность».
Этике хакеров присуща меритократическая система, в которой форма игнорируется на пользу мастерства. Леви утверждает, что такие критерии, как возраст, пол, раса, должность и квалификация, считаются несущественными в сообществе хакеров. Хакерское мастерство является главным фактором принятия. Такой кодекс внутри хакерского сообщества способствует развитию хакерства и разработки программного обеспечения. В качестве примера равных возможностей можно привести двенадцатилетнего хакера Л Питера Дойча, который был принят в сообщество TX-0, хотя его не признавали аспиранты, не являющиеся хакерами.
5. «На компьютере можно создавать красоту и искусство»
Хакеры высоко ценят инновационные методы, которые позволяют программам выполнять сложные задачи с помощью небольшого количества инструкций. Считалось, что код программы, тщательно составленный и искусно оформленный, обладает собственной красотой. Обучение созданию программ, использующих наименьшее количество пространства, почти стало игрой между ранними хакерами.
6. «Компьютеры могут изменить жизнь к лучшему»
Хакеры считали, что компьютеры обогатили их жизнь, придали им целенаправленность и сделали их жизнь авантюрной. Хакеры рассматривали компьютеры как лампы Аладдина, которыми они могли управлять. Они считали, что каждый человек в обществе может получить пользу, ощутив такую мощь, и что если каждый сможет взаимодействовать с компьютерами так, как это делали хакеры, то хакерская этика распространится в обществе, и компьютеры улучшат мир. Хакерам удалось превратить мечты о бесконечных возможностях в реальность. Главной целью хакеров было научить общество тому, что «мир, открытый компьютером, безграничен» (Levy 230:1984).

### Обмен
С первых дней появления современных компьютеров и до 1970-х годов пользователи компьютеров гораздо чаще пользовались свободами, которые обеспечиваются этикой открытого обмена и сотрудничества. Программное обеспечение, включая исходный код, обычно находилось в общем доступе среди пользователей компьютеров. Большинство компаний имели бизнес-модель, основанную на продаже оборудования, и предоставляли или поставляли сопутствующее программное обеспечение бесплатно. Согласно рассказу Леви, совместное использование было нормой и ожидалось в некорпоративной хакерской культуре. Принцип обмена основан на открытой атмосфере и неформальном доступе к ресурсам в Массачусетском технологическом институте. На заре развития компьютеров и программирования хакеры МИТ разрабатывали программы и делились ими с другими пользователями компьютеров.
Если взлом считался особенно успешным, то программа размещалась на специальной доске объявлений рядом с одним из компьютеров, а другие программы, которые можно было модифицировать и улучшить, записывались на магнитные кассеты и помещались в общий ящик, доступный всем участникам сообщества. В любой момент хакер мог заглянуть в ящик, выбрать программу и приступить к её модификации или оптимизации («баммингу»), чтобы сделать её лучше. Под «баммингом» подразумевается процесс сокращения кода, чтобы большее количество инструкций можно было выполнить за меньшее количество времени, экономя драгоценную память для дальнейших улучшений.
Во втором поколении хакеров совместное использование было связано не только с совместным использованием компьютеров с другими хакерами, но и с широкой общественностью. Особой организацией хакеров, которая занималась совместным использованием компьютеров с широкой общественностью, была группа под названием Community Memory. Эта группа хакеров и идеалистов разместила компьютеры в общественных местах, чтобы ими могли пользоваться все желающие. Первый компьютер сообщества был размещен возле магазина Leopold’s Records в Беркли, Калифорния.
Ещё одно совместное использование ресурсов произошло, когда Боб Альбрехт предоставил значительные ресурсы для некоммерческой организации под названием «Народная компьютерная компания» (PCC). PCC открыла компьютерный центр, где любой желающий мог пользоваться компьютерами за пятьдесят центов в час.
Эта практика совместного использования второго поколения способствовала битве за свободное и открытое программное обеспечение. На самом деле, когда версия интерпретатора BASIC для Altair 8800 написанная Биллом Гейтсом была распространена среди сообщества хакеров, Гейтс заявил, что потерял значительную сумму денег, потому что лишь немногие пользователи заплатили за программное обеспечение. В результате Гейтс написал Открытое письмо любителям. Это письмо было опубликовано в нескольких компьютерных журналах и информационных бюллетенях, в первую очередь в журнале Homebrew Computer Club, где происходила большая часть обмена.

### Авторское право и патенты
Поскольку законы об авторском праве и патентах ограничивают возможность совместного использования программного обеспечения, противодействие патентам на программное обеспечение широко распространено в сообществе хакеров и свободного программного обеспечения.

### Императив практической работы
Многие принципы и постулаты хакерской этики способствуют достижению общей цели: императива «руки вверх». Как описал Леви в главе 2, «хакеры верят, что важные уроки о системах — о мире — можно извлечь, разбирая вещи, видя, как они работают, и используя эти знания для создания новых и более интересных вещей».
Применение императива «руки вверх» требует свободного доступа, открытой информации и обмена знаниями. Для настоящего хакера, если императив «Руки-ноги» ограничен, то цель оправдывает средства, чтобы сделать его неограниченным, чтобы можно было внести улучшения. Когда эти принципы отсутствуют, хакеры стараются их обойти. Например, когда компьютеры в Массачусетском технологическом институте были защищены либо физическими замками, либо программами входа, хакеры систематически обходили их, чтобы получить доступ к машинам. В стремлении к совершенству хакеры проявляли «волевую слепоту».
Такое поведение не было злонамеренным по своей природе: хакеры МИТ не стремились нанести вред системам или их пользователям. Это глубоко контрастирует с современным, поощряемым СМИ образом хакеров, которые взламывают защищенные системы, чтобы украсть информацию или совершить акт кибервандализма.

### Сообщество и сотрудничество
Во всех работах, посвященных хакерам и их рабочим процессам, присутствует общая ценность сообщества и сотрудничества. Например, в книге Леви «Хакеры» каждое поколение хакеров имело географически расположенные сообщества, в которых происходило сотрудничество и обмен опытом. Для хакеров из Массачусетского технологического института это были лаборатории, где работали компьютеры. Для хакеров аппаратного обеспечения (второе поколение) и хакеров игр (третье поколение) географическая область была сосредоточена в Кремниевой долине, где Homebrew Computer Club и People's Computer Company помогали хакерам объединяться, сотрудничать и делиться своей работой.
Концепция сообщества и сотрудничества по-прежнему актуальна сегодня, но хакеры больше не ограничивают своё сотрудничество рамками географического положения. Теперь сотрудничество происходит через Интернет. Эрик С. Реймонд определяет и объясняет этот концептуальный сдвиг в эссе «Собор и Базар»:
До появления дешёвого Интернета существовало несколько географически компактных сообществ, где культура поощряла программирование без эгоизма Вайнберга, и разработчик мог легко привлечь множество квалифицированных соратников и соразработчиков. Bell Labs, лаборатории ИИ и LCS Массачусетского технологического института, Калифорнийский университет в Беркли: они стали домом для инноваций, о которых ходят легенды и которые до сих пор не утратили своей силы.
Раймонд также отмечает, что успех Linux совпал с широкой доступностью Всемирной паутины. Ценность сообщества по-прежнему широко практикуется и используется сегодня.

## «Настоящие хакеры» Леви
Леви выделяет несколько «настоящих хакеров», которые оказали значительное влияние на хакерскую этику. К известным «настоящим хакерам» относятся:
- Билл Госпер: Математик и хакер[3]
- Ричард Гринблатт: Программист и ранний разработчик машин LISP[3]
- Джон Маккарти: Сооснователь Лаборатории искусственного интеллекта Массачусетского технологического института и Стэнфордской лаборатории искусственного интеллекта[3]
- Джуд Милхон: Основатель движения киберпанк, старший редактор Mondo 2000 и соучредитель Community Memory[3]
- Ричард Столлман: Программист и политический активист, известный благодаря GNU, Emacs и движению за свободное программное обеспечение[3]

Леви также выделил «аппаратных хакеров» («второе поколение», в основном сосредоточенное в Кремниевой долине) и «игровых хакеров» (или «третье поколение»). Все три поколения хакеров, по мнению Леви, воплотили в жизнь принципы хакерской этики. Среди хакеров «второго поколения» Леви называет следующих:
- Стив Домпьер: Член клуба домашних компьютеров и хакер, работавший с ранней версией Altair 8800[3]
- Джон Дрейпер: Легендарная личность в мире компьютерного программирования. Он написал EasyWriter, первый текстовый процессор.[3]
- Ли Фельзенштейн: Хакер по аппаратному обеспечению и сооснователь Community Memory и Homebrew Computer Club; разработчик компьютера Sol-20[3]
- Боб Марш: Разработчик компьютера Sol-20[3]
- Фред Мур: активист и основатель Домашнего компьютерного клуба[3]

К «третьему поколению» практиков хакерской этики Леви относит:
- Джон Харрис: Один из первых программистов, нанятых в On-Line Systems (которая позже стала Sierra Entertainment).[3]
- Кен Уильямс: Вместе с женой Робертой основал компанию On-Line Systems после работы в IBM — впоследствии компания получила широкую известность как Sierra.[3]

## Иные мнения
Некоторые постулаты хакерской этики были описаны в «Computer Lib/Dream Machines» (1974) Теда Нельсона.
В 2001 году финский философ Пекка Химанен противопоставил хакерскую этику протестантской трудовой этике. По мнению Химанена, этика хакеров более близка к этике добродетели, которую можно найти в трудах Платона и Аристотеля. Химанен изложил эти идеи в книге «Этика хакеров и дух информационной эпохи» с прологом, написанным Линусом Торвальдсом, и эпилогом, написанным Мануэлем Кастельсом.
В этом манифесте авторы писали о хакерской этике, в центре которой — страсть, упорный труд, творчество и радость при создании программного обеспечения. И Химанен, и Торвальдс были вдохновлены Сампо в финской мифологии. Сампо, описанное в саге «Калевала», было магическим артефактом, созданным Ильмариненом, богом-кузнецом, который приносил удачу своему владельцу; никто точно не знает, чем он должен был быть. Сампо интерпретировали по-разному: мировой столб или мировое дерево, компас или астролябия, сундук с сокровищами, византийский монетный штамп, украшенный щит вендельского периода, христианская реликвия и т. д. Составитель саги «Калевала» Лённрот интерпретировал его как «кверн» или мельницу, которая делала муку, соль и золото из воздуха. Хакерская этика, согласно интерпретации Jargon File, заключается в убеждении, что распространение программного обеспечения и технической документации — это превосходно. Хакерский императив — делиться своими знаниями посредством написания программного обеспечения и технической документации.